# Abby Steiner
Abigail Kathryn Steiner (* 24. November 1999 in Dublin, Ohio) ist eine US-amerikanische Sprinterin. Sie ist Weltmeisterin 2022 mit dem Team der USA sowohl über 4-mal 100 Meter als auch mit der 4-mal-400-Meter-Staffel. Damit war sie unter allen teilnehmenden Sportlern die Einzige, die bei den Weltmeisterschaften in Eugene in verschiedenen Mannschaftswettbewerben zwei Goldmedaillen gewann.

## Sportliche Karriere
In ihrer Jugend und auch zu Anfang ihres Studiums konzentrierte sich Abby Steiner auf Fußball. Sie betrieb diese Sportart laut eigener Aussage fünfzehn Jahre lang. So wurde sie in der Dublin Coffman High School und im Ohio Premier Soccer Club als Stürmerin eingesetzt. Nebenbei siegte sie sechzehn Mal bei Sprintwettbewerben und verbesserte dabei vier verschiedene Rekorde des Bundesstaats Ohio. Auch auf der University of Kentucky fuhr die Sportlerin zunächst zweigleisig. So stand sie 2018 neunzehn Mal in der Startaufstellung der Fußballmannschaft der UK und erzielte dabei zwei Tore. In ihrem ersten Studienjahr lief Steiner die 60 m in 7,30 Sekunden. Eine Saison später verbesserte sie den UK Hallenrekord über 200 m auf 22,57 Sekunden. Im folgenden Jahr gelang der Studentin noch einmal eine Steigerung auf 22:38 Sekunden.
Im Februar 2022 konnte Abby Steiner diese Zeit noch einmal toppen. Mit 22,09 s lief sie die schnellste Zeit, die jemals in der Halle von einer US-amerikanischen Athletin gelaufen wurde und die zweitbeste Zeit weltweit. Am 26. Juni des gleichen Jahres gewann sie in Eugene die Meisterschaft der USA über 200 m im Freien und qualifizierte sich für die WM am gleichen Ort. Dort belegte sie auf dieser Strecke den fünften Platz. Noch besser lief es für sie jedoch in der 4 × 100- und der 4 × 400-m-Staffel. Beide Wettbewerbe konnte sie gemeinsam mit ihren Staffelkolleginnen gewinnen. Abby Steiner war damit neben ihren Landsleuten Sydney McLaughlin und Michael Norman sowie der peruanischen Geherin Kimberly García León eine von vier Athleten, die bei dieser Veranstaltung zwei Siege erringen konnte.

## Persönliche Bestleistungen
- 100 Meter: 10,90 s am 9. Juni 2022 in Hayward Field, Eugene Oregon
- 200 Meter: 21,77 s am 26. Juni 2022 in Hayward Field, Eugene Oregon
  - 60 Meter (Halle): 7,10 s am 12. März 2022 in CrossPlex Athletic Facility, Birmingham (Alabama)
  - 200 Meter (Halle): 22,09 s am 26. Februar 2022 in Gilliam Indoor Track Stadium, College Station (Amerikanischer Rekord)
  - 300 Meter (Halle): 35,54 s am 11. Februar 2023 in Armory Track & Field Center, New York City (Amerikanischer Rekord)
  - 400 Meter (Halle): 50,59 s am 28. Januar 2023 in Randal Tyson Track Center, Fayetteville (Arkansas)

## Privates
Mollie und David Steiner sind die Eltern der zweifachen Weltmeisterin. Ihre beiden älteren Geschwister heißen Riley und Jack.

## Auszeichnungen
- The Bowerman (2022)[4]